# Lago Nansen
Lago Nansen är en sjö i Argentina.   Den ligger i provinsen Santa Cruz, i den södra delen av landet, 1 900 km sydväst om huvudstaden Buenos Aires. Lago Nansen ligger 798 meter över havet. Arean är 40 kvadratkilometer. Den sträcker sig 24,7 kilometer i nord-sydlig riktning, och 16,3 kilometer i öst-västlig riktning.
Trakten runt Lago Nansen består i huvudsak av gräsmarker. Trakten runt Lago Nansen är nära nog obefolkad, med mindre än två invånare per kvadratkilometer.